# Fetsund-Østersund
Fetsund-Østersund är en tätort i Lillestrøms kommun i Akershus fylke i sydöstra Norge. Orten ligger där riksväg 22 och Kongsvingerbanan korsar älven Glomma, strax norr om dess mynning i sjön Øyeren. Tätorten omfattar bebyggelse i de båda sammanväxta orterna Fetsund och Østersund.
Orten Fetsund utgjorde tidigare centralort i dåvarande Fets kommun.